# Алберт Демченко
Алберт Демченко (на руски: Альбе́рт Миха́йлович Де́мченко) е руски състезател по спортни шейни, сребърен олимпийски медалист в спускането с едноместни шейни от зимните олимпийски игри в Торино през 2006 и Сочи през 2014 г. 

## Биография
Демченко е роден на 27 ноември 1971 г. в Чусовой, СССР и участва в състезания под егидата на Международната федерация по спортни шейни от 1990 г. Печели Световната купа през сезон 2004/05, става европейски шампион през 2006 г., когато печели и сребърен олимпийски медал. През сезон 2007/08 завършва трети в крайното класиране за Световната купа. През 2008 г. печели сребърен медал от европейското първенство, а през сезон 2009/10 е втори в крайното класиране за Световната купа. През 2010 г. печели златен медал от европейското първенство. През 2010/11 завършва трети в крайното класиране за Световната купа, а през 2012 г. е сребърен медалист на световното първенство. 